# Erik Abrahamsen

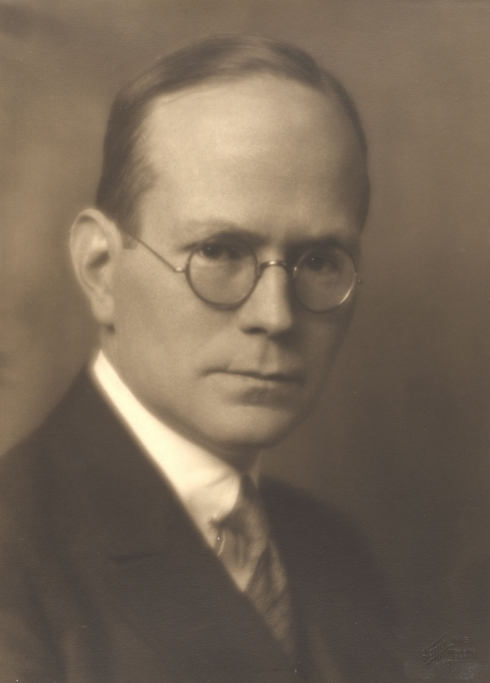
Aufnahme von Georg Fayer (1927)

Erik Abrahamsen (* 9. April 1893 in Brande, Jütland; † 17. Februar 1949 in Kopenhagen) war ein dänischer Musikwissenschaftler und Organist.
Abrahamsen studierte an der Universität und dem Konservatorium in Kopenhagen. Von 1918 bis 1921 war er Leiter der Musikabteilung der Königlichen Bibliothek in Kopenhagen. 1919 veröffentlichte er Liturgisk Musik i den danske Kirke efter Reformationen. Anschließend studierte er noch bei Peter Wagner in Freiburg in der Schweiz. Er promovierte dort mit einer Arbeit über die Eléments romans et allemands dans le chant grégorien et la chanson populaire en Danemark (Publications de l'Académie Grégorienne de Fribourg, Suisse, Cahier XI, Kopenhagen 1923).